# Мухаммад III ас-Садик
Мухаммад III ас-Садик (араб. أبو عبد الله محمد الصادق باشا باي; нар. 7 лютого 1813 — 27 жовтня 1882) — 12-й бей Тунісу з династії Хусейнидів в 1859—1882 роках. Повне ім'я Абу Абдаллах Мухаммад ас-Садик баса-бей. Лакаб ас-Садик перекладається як «Праведний».

## Життєпис
Походив з династії Хусейнідів. Син Аль-Хусейна II, бея Тунісу. Народився 1813 року в державній резиденції в Бардо. У 1855 році його брат Мухаммед II, бей Тунсі, оголосив Мухаммеда спадкоємцем трону (бей аль-махалла). Невдовзі отримав звання дивізійного генерала османського війська. 1859 року після смерті брата успадкував трон. Також став маршалом османської армії.
Продовжив політику реформ, спрямованих на економічне зміцнення держави, впровадження нових знань та технологій. 1860 року наказав звести друкарню для першої офіційної газети «Ар-Ра'їд ат-Тунісі».
1861 року впровадив в дію Конституцію, що стала першою справжньою в арабському світі, оскільки поділяла владу на виконавчу, судову та законодавчу гілки, обмежувала владу бея. Також впроваджено нові суди, Верховну раду, що діяла разом з державною асамблеєю і Верховним судом. також зміцнено систему спадкування: тепер трон посідав старший у династії, а не старший син правлячого бея.
Ця конституція також забезпечує європейцям та євреям рівні права з мусульманами, зокрема право власності на нерухомість. Нова правова ситуація, яка спонукала європейців оселитися в Тунісі, в результаті чого виникли нові поселення французьких купців, відкрили немусульманські релігійні школи (переважно християнські) та надали телеграфні послуги французькій місії. У той же час конституція фактично скасовувала дозвіл іноземцям купувати землю, оскільки це викликало невдоволення населення. Втім, уже в 1863 році Велика Британія змусила туніський уряд повернути це право британським підданим. У 1866—1868 роках воно було поширене на австрійських, прусських і італійських підданих, а в 1871 році — французьких. Європейський капітал став проникати в сільське господарство Тунісу.
Разом з тим у середині 1860-х років бей стикнувся з погіршенням економічної ситуації. Вже у 1862 році внутрішній борг сягнув 28 млн франків, в той час як доходи держави не перевищували 13,5 млн франків. Уряд шукав вихід шляхом внутрішніх і особливо зовнішніх позик. У 1863 і 1865 роках європейські банкіри надали бейліку дві позики на кабальних умовах. Позика 1863 року була оформлена на 35 млн франків, з яких Туніс отримав лише 5,6 млн. За це він повинен був протягом 15 років сплатити 63 млн франків. Позику 1865 року надано на ще більш тяжких умовах. В її забезпечення банки отримали митні доходи держави.
У 1867 році і без того розорену країну ще більше спустошили епідемії холери, тифу і голод. Туніс збезлюдів і зубожів, що призвело до скорочення надходжень до скарбниці. Бей був змушений призупинити платежі за зовнішніми позиками. Держави, піддані яких були власниками туніських позик, зажадали, щоб усі фінанси країни були поставлені під іноземний контроль. Водночас 1867 року розкрито змову Ісмаїла аль-Сунні, хранителя печатки, якого страчено.
5 липня 1869 року бей передав державні фінанси під контроль Міжнародної комісії з представників Франції, Великої Британії, Італії, Тунісу. Зовнішній борг Тунісу був визначений в 125 млн франків, з яких 80 % належало французьким банкірам. Без затвердження комісії не були дійсні акти про продажі або дарування власних земель бея.
У 1871 році, скориставшись поразкою Франції у війні з Пруссією, Італія направила свій флот до берегів Тунісу, маючи намір окупувати країну. Проте спільний виступ Великої Британії і Франції змусив Італію відмовитися від своїх намірів. У 1873 році прем'єр Хайраддин-паша здійснив низку важливих реформ, що привели до упорядкування оподаткування, зміни характеру землекористування, розвитку освіти, охорони здоров'я, благоустрою. Він намагався підкреслити васальну залежність від Османської імперії, щоб убезпечити країну від натиску колоніальних держав. разом з тим все більшу вагу набував коханець бея — Мустафа бен Ісмаїл, якого 1878 року призначено великим візиром Тунісу.
Доля Тунісу була вирішена на Берлінському конгресі 1878 року. Французький уряд домігся визнання Тунісу сферою своїх інтересів (в обмін на визнання Кіпру за Великою Британією). Також Францію підтримала Німецька імперія. Французький уряд розпочав підготовку до захоплення Тунісу. У квітні 1880 року французька преса оголосила, що з туніської території здійснюють напади плем'я круміри на Алжир, що належав Франції. Поступово була створена думка необхідності військового втручання французьких військ. Спроби Мухаммеда III отримати допомогу від османської і Російської імперії були марними.
7 квітня 1881 року дали відповідний наказ. З 22 квітня французи швидко рухалися Тунісом майже не зустрічає опору. 2 травня 8-тисячний загін французів на чолі із генералом Жулем Ейме Бреаром взяв в облогу Бардо, де знаходився бей. 12 травня 1881 року Мухаммед III ас-Садик підписався Бардоський договір, яким встановлено союз між Францією і Тунісом (фактично французький протекторат), оскільки питання зовнішніх відносин, оборони, реформ і управління переходила до французьких урядовців.
Помер Мухаммед III ас-Садик у 1882 році в Бардо. Поховано в мавзолеї Турберт-бея в Медіні Тунісу. Йому спадкував брат Алі III.